# Рейс, Вилсон
Вилсон Рейс (порт.-браз. Wilson Reis; род. 6 января 1985, Жануария) — бразильский боец смешанного стиля, представитель полулёгкой, легчайшей и наилегчайшей весовых категорий. Выступает на профессиональном уровне начиная с 2007 года, известен по участию в турнирах бойцовских организаций UFC, Bellator, EliteXC, Cage Warriors и др. Был претендентом на титул чемпиона UFC в наилегчайшем весе.

## Биография
Вилсон Рейс родился 6 января 1985 года в муниципалитете Жануария, штат Минас-Жерайс. С юных лет серьёзно занимался бразильским джиу-джитсу, в 2004 году одержал победу на чемпионате мира по БЖЖ среди коричневых поясов. Впоследствии удостоился в этой дисциплине чёрного пояса, получив его из рук Робрету Годои.

### Начало профессиональной карьеры
Дебютировал в смешанных единоборствах на профессиональном уровне в июле 2007 года, выиграв у своего соперника единогласным решением судей. Дрался в США в различных небольших промоушенах — из всех поединков неизменно выходил победителем.
В 2008 году сотрудничал с достаточно престижной организацией EliteXC, где сумел выиграть у таких известных бойцов как Зак Маковски, Брайан Карауэй и Абель Каллум. Завоевал здесь титул чемпиона в легчайшей весовой категории.

### Bellator Fighting Championships
Имея в послужном списке шесть побед без единого поражения, Рейс привлёк к себе внимание крупной американской организации Bellator Fighting Championships и в январе 2009 года подписал с ней долгосрочный контракт. Сразу же стал участником гран-при первого сезона Bellator в полулёгком весе — на стадии четвертьфиналов благополучно прошёл Хенри Мартинеса, но в полуфинале единогласным решением уступил Джо Сото, потерпев тем самым первое поражение в профессиональной карьере.
В 2010 году рассматривалась возможность его выступления в японском промоушене World Victory Road, но Рейс в конечном счёте отказался от этого, решив выступить в гран-при второго сезона Bellator. На сей раз в полуфинале он встретился с непобеждённым соотечественником Патрисиу Фрейри и проиграл ему по очкам.
Позже Рейс также участвовал в гран-при четвёртого и пятого сезонов, но не смог дойти в них даже до финалов — во второй встрече с Патрисиу Фрейри оказался в нокауте, а затем был нокаутирован другим бразильцем Эдуарду Дантасом. На двух поражениях нокаутом его сотрудничество с организацией подошло к концу.

### Ultimate Fighting Championship
Одержав несколько побед в менее значимых промоушенах, в августе 2013 года Вилсон Рейс перешёл в крупнейшую бойцовскую организацию мира Ultimate Fighting Championship. Его дебют в октагоне UFC планировался уже на сентябрь против Угу Вианы, но буквально за несколько дней до начала турнира Виана снялся с боя из-за травмы, и организаторы вынуждены были убрать этот поединок из карда. Тем не менее, вскоре в том же месяце Рейсу на коротком уведомлении предложили встретиться с сальвадорцем Иваном Менхиваром, заменив травмировавшегося Норифуми Ямамото. Рейс выглядел в состоявшемся поединке лучше и выиграл единогласным судейским решением.
В феврале 2014 года раздельным решением уступил Иури Алкантаре, после чего решил спуститься в наилегчайшую весовую категорию. Затем последовали победы над Джоби Санчесом и Скоттом Йоргенсеном.
В мае 2015 года вышел в клетку против соотечественника Жусиера Формиги и в достаточно равном противостоянии потерпел поражение единогласным решением.
Выиграв в 2016 году у Дастина Ортиса, Рейс удостоился права оспорить титул чемпиона в наилегчайшем весе, принадлежавший Деметриусу Джонсону. Однако Джонсон не смог провести бой из-за травмы, и вместо этого соперником бразильского бойца стал Эктор Сандоваль, которого он заставил сдаться в первом же раунде с помощью удушающего приёма сзади.
В 2017 году Рейс выиграл у японца Юты Сасаки и в феврале всё-таки встретился с Деметриусом Джонсоном в титульном бою. Тем не менее, забрать чемпионский пояс он не смог, в третьем раунде попался на рычаг локтя и вынужден был сдаться.
В сентябре 2017 года потерпел поражение техническим нокаутом от Генри Сехудо.
В апреле 2018 года единогласным решением уступил Джону Мораге.

## Статистика в профессиональном ММА
| Боёв 33  | Побед 23 | Поражений 10 |
| -------- | -------- | ------------ |
| Нокаутом | 0        | 4            |
| Сдачей   | 10       | 1            |
| Решением | 13       | 5            |

| Результат | Рекорд | Соперник              | Способ                     | Турнир                                   | Дата             | Раунд | Время | Место                    | Примечание                                                  |
| --------- | ------ | --------------------- | -------------------------- | ---------------------------------------- | ---------------- | ----- | ----- | ------------------------ | ----------------------------------------------------------- |
| Поражение | 23-10  | Алешандре Пантожа     | TKO (удары руками)         | UFC 236                                  | 13 апреля 2019   | 1     | 2:58  | Атланта, США             |                                                             |
| Победа    | 23-9   | Бен Нгуен             | Единогласное решение       | UFC Fight Night: dos Santos vs. Tuivasa  | 2 декабря 2018   | 3     | 5:00  | Аделаида, Австралия      |                                                             |
| Поражение | 22-9   | Джон Морага           | Единогласное решение       | UFC on Fox: Poirier vs. Gaethje          | 14 апреля 2018   | 3     | 5:00  | Глендейл, США            |                                                             |
| Поражение | 22-8   | Генри Сехудо          | TKO (удары руками)         | UFC 215                                  | 9 сентября 2017  | 2     | 0:26  | Эдмонтон, Канада         |                                                             |
| Поражение | 22-7   | Деметриус Джонсон     | Сдача (рычаг локтя)        | UFC on Fox: Johnson vs. Reis             | 15 апреля 2017   | 3     | 4:49  | Канзас-Сити, США         | Бой за титул чемпиона UFC в наилегчайшем весе.              |
| Победа    | 22-6   | Юта Сасаки            | Единогласное решение       | UFC 208                                  | 11 февраля 2017  | 3     | 5:00  | Бруклин, США             |                                                             |
| Победа    | 21-6   | Эктор Сандоваль       | Сдача (удушение сзади)     | UFC 201                                  | 30 июля 2016     | 1     | 1:49  | Атланта, США             |                                                             |
| Победа    | 20-6   | Дастин Ортис          | Единогласное решение       | UFC on Fox: Johnson vs. Bader            | 30 января 2016   | 3     | 5:00  | Ньюарк, США              |                                                             |
| Поражение | 19-6   | Жусиер Формига        | Единогласное решение       | UFC Fight Night: Condit vs. Alves        | 30 мая 2015      | 3     | 5:00  | Гояния, Бразилия         |                                                             |
| Победа    | 19-5   | Скотт Йоргенсен       | Сдача (треугольник руками) | UFC 179                                  | 25 октября 2014  | 1     | 3:28  | Рио-де-Жанейро, Бразилия | Бой в промежуточном весе 58,1 кг; Йоргенсен не сделал вес.  |
| Победа    | 18-5   | Джоби Санчес          | Единогласное решение       | UFC Fight Night: Henderson vs. dos Anjos | 23 августа 2014  | 3     | 5:00  | Талса, США               | Дебют в наилегчайшем весе.                                  |
| Поражение | 17-5   | Иури Алкантара        | Раздельное решение         | UFC Fight Night: Machida vs. Mousasi     | 15 февраля 2014  | 3     | 5:00  | Жарагуа-ду-Сул, Бразилия |                                                             |
| Победа    | 17-4   | Иван Менхивар         | Единогласное решение       | UFC 165                                  | 21 сентября 2013 | 3     | 5:00  | Торонто, Канада          |                                                             |
| Победа    | 16-4   | Оуэн Родди            | Сдача (удушение сзади)     | Cage Warriors: 50                        | 8 декабря 2012   | 3     | 1:32  | Глазго, Шотландия        |                                                             |
| Победа    | 15-4   | Билли Вон             | Сдача (треугольник руками) | Matrix Fights 7                          | 26 октября 2012  | 1     | 3:28  | Филадельфия, США         |                                                             |
| Победа    | 14-4   | Коди Стивенс          | Единогласное решение       | Matrix Fights 6                          | 13 июля 2012     | 3     | 5:00  | Филадельфия, США         |                                                             |
| Победа    | 13-4   | Бруну Менезис         | Сдача (удушение сзади)     | WFE 11: Platinum                         | 16 декабря 2011  | 1     | 3:20  | Салвадор, Бразилия       | Выиграл титул чемпиона WFE в легчайшем весе.                |
| Поражение | 12-4   | Эдуарду Дантас        | KO (удары)                 | Bellator 51                              | 24 сентября 2011 | 2     | 1:02  | Кантон, США              | Четвертьфинал гран-при 5 сезона Bellator в легчайшем весе.  |
| Поражение | 12-3   | Патрисиу Фрейри       | KO (удары руками)          | Bellator 41                              | 16 апреля 2011   | 3     | 3:29  | Юма, США                 | Полуфинал гран-при 4 сезона Bellator в полулёгком весе.     |
| Победа    | 12-2   | Зак Джордж            | Сдача (удушение сзади)     | Bellator 37                              | 19 марта 2011    | 1     | 2:09  | Кончо, США               | Четвертьфинал гран-при 4 сезона Bellator в полулёгком весе. |
| Победа    | 11-2   | Дейвидас Тауросевичус | Раздельное решение         | Bellator 33                              | 21 октября 2010  | 3     | 5:00  | Филадельфия, США         |                                                             |
| Поражение | 10-2   | Патрисиу Фрейри       | Единогласное решение       | Bellator 18                              | 13 мая 2010      | 3     | 5:00  | Монро, США               | Полуфинал гран-при 2 сезона Bellator в полулёгком весе.     |
| Победа    | 10-1   | Шед Лирли             | Сдача (удушение сзади)     | Bellator 14                              | 15 апреля 2010   | 3     | 3:33  | Холливуд, США            | Четвертьфинал гран-при 2 сезона Bellator в полулёгком весе. |
| Победа    | 9-1    | Дуэйн Шелтон          | Единогласное решение       | Locked in the Cage 1                     | 20 ноября 2009   | 3     | 5:00  | Филадельфия, США         | Выиграл титул чемпиона Extreme Force в полулёгком весе.     |
| Победа    | 8-1    | Роберто Варгас        | Раздельное решение         | Bellator 10                              | 5 июня 2009      | 3     | 5:00  | Онтэрио, США             |                                                             |
| Поражение | 7-1    | Джо Сото              | Единогласное решение       | Bellator 6                               | 8 мая 2009       | 3     | 5:00  | Робстаун, США            | Полуфинал гран-при 1 сезона Bellator в полулёгком весе.     |
| Победа    | 7-0    | Хенри Мартинес        | Единогласное решение       | Bellator 2                               | 10 апреля 2009   | 3     | 5:00  | Анкасвилл, США           | Четвертьфинал гран-при 1 сезона Bellator в полулёгком весе. |
| Победа    | 6-0    | Абель Каллум          | Единогласное решение       | ShoXC: Elite Challenger Series 4         | 26 сентября 2008 | 5     | 5:00  | Санта-Инес, США          | Выиграл введённый титул чемпиона Elite XC в легчайшем весе. |
| Победа    | 5-0    | Брайан Карауэй        | Единогласное решение       | EliteXC: Unfinished Business             | 26 июля 2008     | 3     | 5:00  | Стоктон, США             |                                                             |
| Победа    | 4-0    | Джастин Роббинс       | Сдача (удушение сзади)     | EliteXC: Primetime                       | 31 мая 2008      | 1     | 4:06  | Ньюарк, США              |                                                             |
| Победа    | 3-0    | Зак Маковски          | Сдача (ручной треугольник) | ShoXC: Elite Challenger Series           | 25 января 2008   | 2     | 1:15  | Атлантик-Сити, США       |                                                             |
| Победа    | 2-0    | Диего Хименес         | Сдача (удушение сзади)     | CITC: Fearless Fighters Return           | 6 октября 2007   | 1     | 2:00  | Трентон, США             |                                                             |
| Победа    | 1-0    | Баба Сигэясу          | Единогласное решение       | Extreme Challenge 81                     | 28 июля 2007     | 3     | 5:00  | Уэст-Ориндж, США         |                                                             |